# Cruis'n Velocity
Cruis'n Velocity es un videojuego de carreras y el cuarto juego en la serie Cruis'n. El juego fue desarrollado por Graphic State y lanzado por Midway para la Game Boy Advance en 2001. Es el único juego en la serie en no precedido por un lanzamiento arcade y ligeramente diferente jugabilidad de sus predecesores. El juego usa el mismo motor de Dark Arena, un Videojuego de disparos en primera persona juego también desarrollado por Graphic State, para lograr un falso efecto 3D.

## Jugabilidad
Distinto de los juegos anteriores en la serie enseguida de las carreras de pistas bajo una vía consistiendo de calles basadas en locaciones de la vida real mientras se evitan varios peligros de la carretera tal como tráfico aproximándose y construcción tu recorrido hasta un gran ambiente de carreras once diferentes autos y ganando las carreras sin llegar a ser golpeado por muros y semejante. Catorce diferentes locaciones, los mismos de Cruis'n Exotica, están disponibles.
Un nuevo sistema de impulso presionando en el botón del acelerador dos veces. También una opción que puedes tener un sistema de daño en o fuera de querer ser una barra de daño y puede ir abajo cuando chocas en diferentes objetos.
Hay tres diferentes carreras para elegir. Los jugadores pueden correr por la Cruis'n Cup que desbloquea nuevas pistas y autos. El  Campeonato permite a los jugadores ir por pistas y cuando se gana puntos como en Mario Kart. En Estilo libre los jugadores pueden ir por pistas haciendo los más altos récords de pista.
El juego tiene un modo multijugador de tres jugadores usando el link cable de Game Boy Advance. Enseguida de un guardado este juego usa un sistema de contraseña así que los jugadores pueden guardar su progreso.

## Recepción
Cruis'n Velocity recibió críticas "mixtas" según el sitio web agregador de reseñas Metacritic.
IGN calificó el juego como "algo agradable" con su multitud de modos de juego, al tiempo que criticó la detección de colisiones, los errores que bloquean el juego, el uso de un sistema de contraseñas e IA. También comentaron que el juego era significativamente menos exagerado que sus predecesores de arcade. El motor de gráficos estilo Doom fue criticado por AllGame, que calificó los gráficos de "feos y lentos" y los comparó desfavorablemente con Mario Kart: Super Circuit, que usó escalado para lograr su efecto pseudo-3D. Nintendo Power lo llamó un "juego de carreras regular".